# 1122

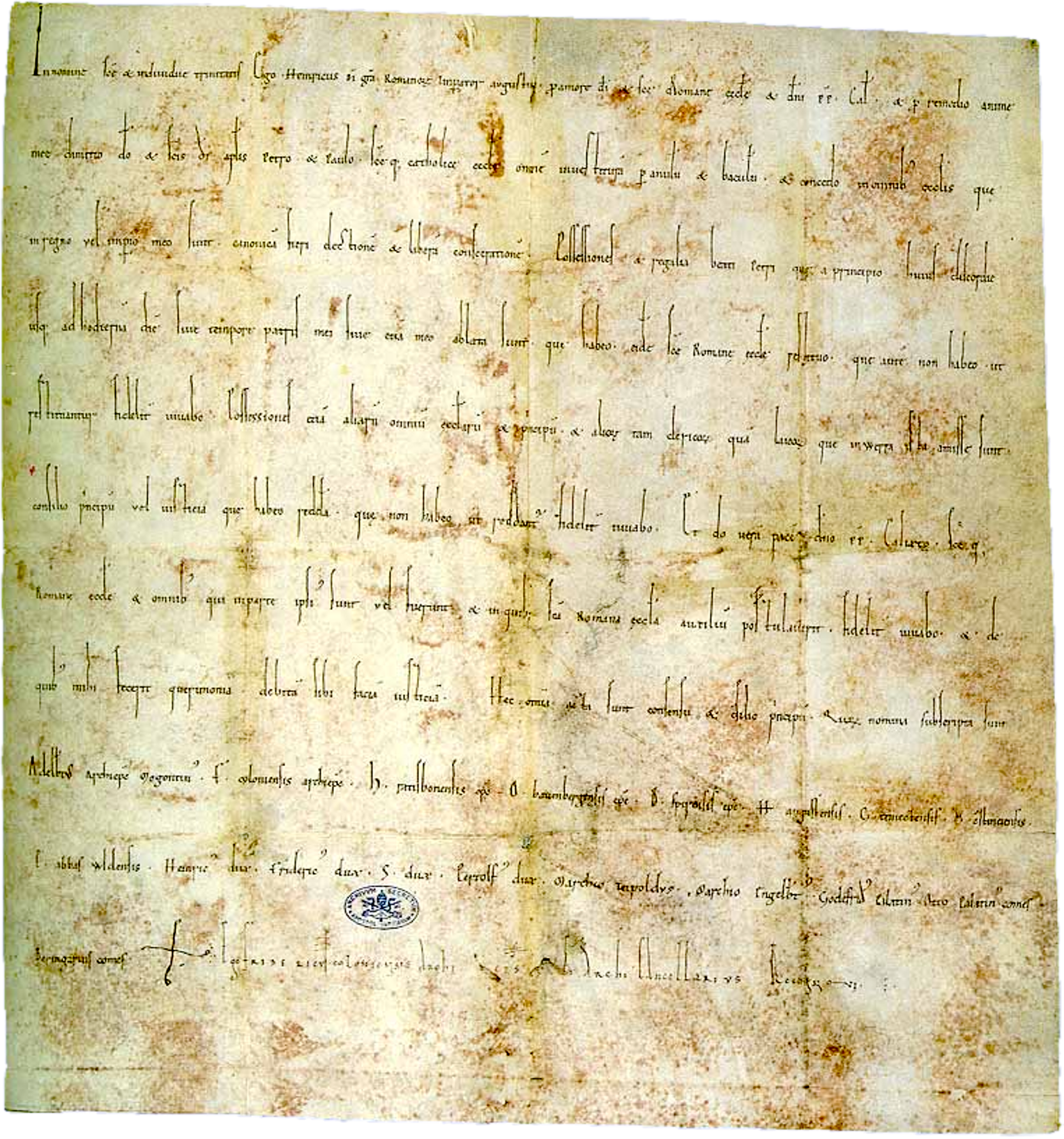
Concordaat van Worms

Het jaar 1122 is het 22e jaar in de 12e eeuw volgens de christelijke jaartelling.

## Gebeurtenissen
- 23 september - Het Concordaat van Worms wordt gesloten: Paus Calixtus II en keizer Hendrik V komen overeen dat de kerk de bisschoppen benoemt. Einde van de investituurstrijd.
- Slag bij Beroia - De Byzantijnen onder Johannes II Komnenos verslaan de Petsjenegen die het rijk zijn binnengevallen. De Petsjenegen houden op te bestaan.
- 2 juni: Utrecht en Muiden verkrijgen stadsrechten.
- Op initiatief van bisschop Godebald wordt de Rijn bij Wijk bij Duurstede (nu: Kromme, Leidse en Oude Rijn) afgesloten. De Lek wordt nu de hoofdarm van de Rijn.
- Xalixco (Jalisco) wordt onafhankelijk van de Tolteken.
- Paus Calixtus II laat de Porta Metronia dichtmaken, waardoor de Marrana de stad Rome niet meer kan binnenstromen.
- Voor het eerst genoemd: Hoenkoop, Neufvilles

## Opvolging
- Aleppo - Ilghazi opgevolgd door zijn neef Balak
- bisdom Holár - Ketill Þorsteinsson in opvolging van Jón Ögmundsson
- Holland - Floris II opgevolgd door zijn zoon Dirk VI onder regentschap van diens moeder Petronilla van Lotharingen (of 1121)
- Karinthië en Verona - Hendrik III opgevolgd door Hendrik IV
- Stiermarken - Ottokar II opgevolgd door zijn zoon Leopold I
- Winzenburg - Herman I opgevolgd door zijn zoon Herman II
- Zähringen - Berthold III opgevolgd door zijn zoon Koenraad I

## Geboren
- Dampa Desheg, Tibetaans geestelijke
- Frederik Barbarossa, koning/keizer van Duitsland (1122-1190)
- Eleonora van Aquitanië, hertogin van Aquitanië, echtgenote van Lodewijk VII van Frankrijk en Hendrik II van Engeland (jaartal bij benadering)

## Overleden
- 2 maart - Floris II, graaf van Holland (of 1121)
- 3 mei - Berthold III, hertog van Zähringen
- 12/13 juli - Sybilla van Normandië (~30), echtgenote van Alexander I van Schotland
- 19 september - Ailbertus van Antoing (~62), Zuid-Nederlands kloosterstichter
- 20 oktober - Ralph d'Escures, aartsbisschop van Canterbury
- 28 november - Ottokar II, markgraaf van Stiermarken
- 4 december - Hendrik III van Eppenstein (~72), hertog van Karinthië en markgraaf van Verona
- Al-Hariri (~68), Arabisch schrijver
- Beatrix van Armenië, echtgenote van Jocelin I van Edessa
- Adelheid, gravin van Vermandois (jaartal bij benadering)